# Teatrul „I. D. Sârbu” din Petroșani
Teatrul „I. D. Sârbu” din Petroșani este un monument istoric aflat pe teritoriul municipiului Petroșani.